# Lana Lang
Lana Lang è un personaggio dei fumetti statunitensi pubblicati da DC Comics. Creata da Bill Finger e John Sikela, Lana è tra i più importanti personaggi di contorno del mondo di Superman. Ha esordito nel 1950 in Superboy n. 10. Compare anche nelle trasposizioni televisive e cinematografiche.

## Storia editoriale
Creata dallo scrittore Bill Finger e dall'artista John Sikela, Lana Lang appare per la prima volta in Superboy n. 10 (settembre / ottobre 1950). Attraverso decenni di fumetti di Superman e adattamenti su altri media, Lana è stata sempre rappresentata come l'interesse romantico adolescenziale di Superman che cresce a Smallville; da adulta, è una lontana amica di Superman nella sua identità civile come Clark Kent.
Lana è uno dei tanti personaggi di Superman con le iniziali allitterative "LL", il più notevole degli altri esempi è il principale interesse amoroso di Superman Lois Lane e la nemesi, Lex Luthor. Nella silver age, appariva regolarmente in fumetti che descrivevano le avventure del figlio adolescente di Superman, Superboy, e appariva anche da adulta in numerosi titoli di Superman, gareggiando con Lois Lane per la sua attenzione. Nelle revisioni moderne della continuity della DC Comics, lei e Clark hanno dimostrato di essere rimasti amici fin dall'adolescenza. La storia varia in base alle diverse revisioni della storia di origine di Superman. Ad esempio, in Superman: Secret Origin, Lana diventa presto al corrente delle abilità insolite di Clark e diventa il suo primo confidente al di fuori dei suoi genitori e della futuristica Legione dei Super-Eroi.

## Biografia del personaggio
L'aspetto ricorrente delle varie versioni di Lana Lang sviluppate per media diversi dai fumetti è il fatto di essere legata al periodo dell'adolescenza di Clark Kent, sia esso Superboy o meno. Molto prima di incontrare Lois Lane, Lana Lang è stata il primo amore di Superman.

## Altri media

### Animazione
- The Adventures of Superboy, prodotti negli anni sessanta dallo studio di animazione Filmation; il personaggio era fra i protagonisti.
- Superman (1996), Lana compare nella prima puntata. In questa serie una Lana adolescente conosce il segreto di Clark ed è sua confidente. Inizialmente venne doppiata da Kelly Schmidt poi, una volta divenuto adulto il personaggio, da Joely Fisher.

### Cinema
- Superman (1978): Diane Sherry interpreta il personaggio che fa una fugace apparizione;
- Superman III (1983): interpretata da Annette O'Toole, Lana è una madre single, divorziata, che incontra Clark a una rimpatriata di ex compagni del liceo.

### Televisione
- The Adventures of Superboy (1961), esordio del personaggio in una serie televisiva di cui fu girato però solo l'episodio pilota e nella quale era interpretata da Bunny Henning.
- The Adventures of Superboy (1966), Superman (1966-1970) e The Superman/Aquaman Hour of Adventure (1967-1968), Lana Lang viene interpretata da Janet Waldo
- Superboy: dal 1988 al 1992 Lana Lang torna in televisione nella serie dove è interpretata da Stacy Hajduk.
- Lois & Clark - Le nuove avventure di Superman: nel quale è interpretata da Emily Procter, Lana ha fatto un'apparizione nell'episodio Tempus, Anyone? (1996). In un universo parallelo, Lana è fidanzata con un "altro Clark" che ha dissuaso dal diventare Superman, sconsigliandogli di fare uso dei suoi poteri.
- Smallville: è interpretata da Kristin Kreuk. Sebbene inizialmente fidanzata con Whitney Fordman, Lana ha una grande intesa con Clark, soprattutto per il fatto che le vite di entrambi sono state segnate in modo determinante dalla caduta dei meteoriti. Dopo la morte di Whitney in guerra, Lana avrà modo di far evolvere la sua amicizia nei confronti di Clark, che presto si trasformerà in amore.
- Superman & Lois è interpretata da Emmanuelle Chriqui.